# Guilford (Vermont)
Pour les articles homonymes, voir Guilford.
Guilford est une ville du comté de Windham dans l'état du Vermont aux États-Unis.
La population était de 2 121 habitants en 2010.